# Meetmijl
De Meetmijl is de afstand waarbinnen een snelheidsrecordpoging moet worden gedaan.
Op de zoutvlakte van Bonneville worden snelheidsrecords met auto's en motorfietsen gebroken. Hier ligt de meetmijl 3 mijl achter de start. Na de meetmijl is er 15 mijl om de machine uit te laten drijven. 
De "Statute mile"(mijl) is de gangbare lengtemaat in Angelsaksische landen.